# Crotalaria herpetoclada
Crotalaria herpetoclada är en ärtväxtart som beskrevs av Rossberg. Crotalaria herpetoclada ingår i släktet sunnhampor, och familjen ärtväxter. Inga underarter finns listade i Catalogue of Life.